# Testeria novellus
Testeria novellus is een soort in de taxonomische indeling van de Myzozoa, een stam van microscopische parasitaire dieren. Het organisme komt uit het geslacht Testeria en behoort tot de familie [[]]. Testeria novellus werd in 2003 ontdekt door Faust.